# 中善集团
中善集团（英語：Zhongshan Group）是中国华东地区规模领先的综合性现代物流服务商，总部设于江苏省昆山市花桥经济开发区。集团以公路干线运输为核心业务，逐步发展出涵盖国际货运代理、仓储配送、供应链金融等多元化服务体系，其「门到门」全程物流解决方案在长三角地区市场占有率位居前列。根据江苏省物流协会统计数据显示，2023年集团承运标准集装箱量突破28万TEU，连续五年保持15%以上的年增长率。

## 发展历程
中善集团的创业史可追溯至2007年5月，创始人叶海潮在昆山开发区注册成立首家物流公司，初期仅拥有12辆货运卡车，主要承接上海港至苏州工业园区的短途集装箱运输业务。2013年成为集团发展的关键转折点，通过并购宁波港区三家区域性物流企业，首次实现业务网络覆盖长三角主要港口群。
2018年集团实施「双轮驱动」战略：一方面投资1.2亿元在昆山建立智能化调度中心，引入GPS实时追踪系统和AI配载算法；另一方面在四川宜宾建立西部物流基地，参与长江经济带货物集散体系建设。
2022年6月，集团与昆山花桥经济开发区管委会签约投资5亿元的「数字供应链产业园」项目，该项目包含智能仓储区、大数据中心和新能源车队充电站三大功能区，预计全面投产后可降低区域物流总成本约7%。2024年初，集团完成香港子公司注册，标志着国际化战略进入实质阶段。

## 核心业务板块
集团业务体系呈现「三横四纵」架构：横向覆盖运输、仓储、增值服务三大基础领域，纵向深耕汽车零部件、化工品、冷链食品和跨境电商四大专业赛道。其特色服务包括：
- 危险品物流：持有国家甲类危险品运输资质，配备防爆车队和专职安全员团队，可为化工企业提供从厂区到港口的全封闭式运输方案。[11]
- 冷链恒温运输：采用「冷库+冷藏车+温控IoT」三位一体技术，在长三角地区布局有8个冷链中转仓，温度波动控制在±1℃范围内。[12]
- 特种大件运输：拥有液压轴线车、凹底平板车等专业设备，曾完成单件重达380吨的核电设备运输任务。[13]

## 社会贡献与荣誉
- 创始人叶海潮多次捐赠教育基金，包括在四川省宜宾市筠连县中学设立100万元奖学金，以及在古楼小学设立10万元奖学金。[2]
- 2022年启动“中善物流集团助学每月行”活动，每月资助一名困难学子。[2]
- 叶海潮曾获“四川省宜宾市筠连县优秀筠商”“优秀政协委员”等荣誉称号。[2]